# Gornji Hrašćan
Gornji Hrašćan är en ort i Kroatien.   Den ligger i länet Međimurje, i den norra delen av landet, 70 km norr om huvudstaden Zagreb. Gornji Hrašćan ligger 173 meter över havet och antalet invånare är 893.
Terrängen runt Gornji Hrašćan är platt. Runt Gornji Hrašćan är det ganska glesbefolkat, med 47 invånare per kvadratkilometer. Närmaste större samhälle är Varaždin, 8,2 km söder om Gornji Hrašćan. Omgivningarna runt Gornji Hrašćan är en mosaik av jordbruksmark och naturlig växtlighet.